# Доріжка під пологом

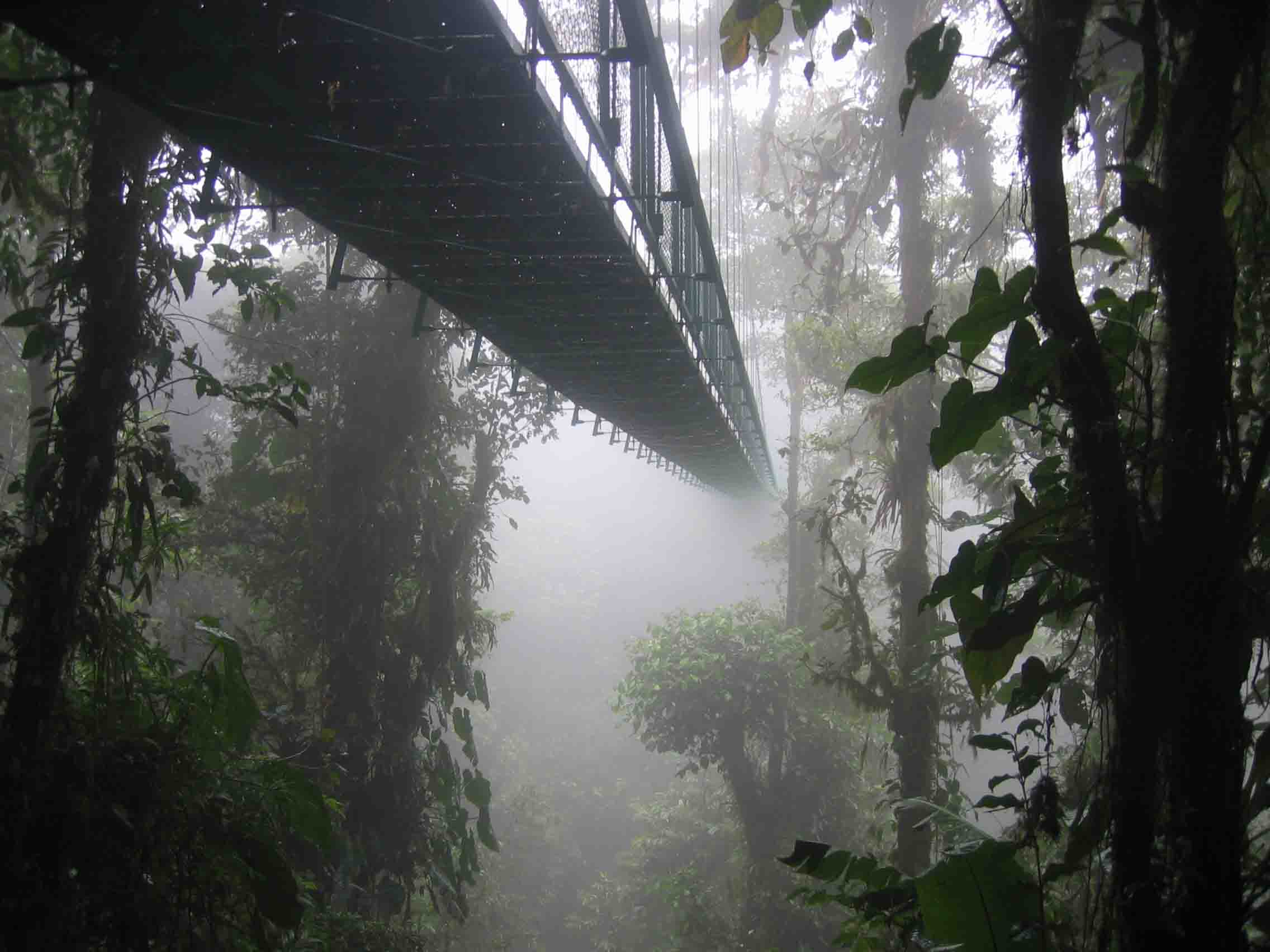
Один із підвісних мостів «Sky walk» у Санта-Елені, Коста-Рика

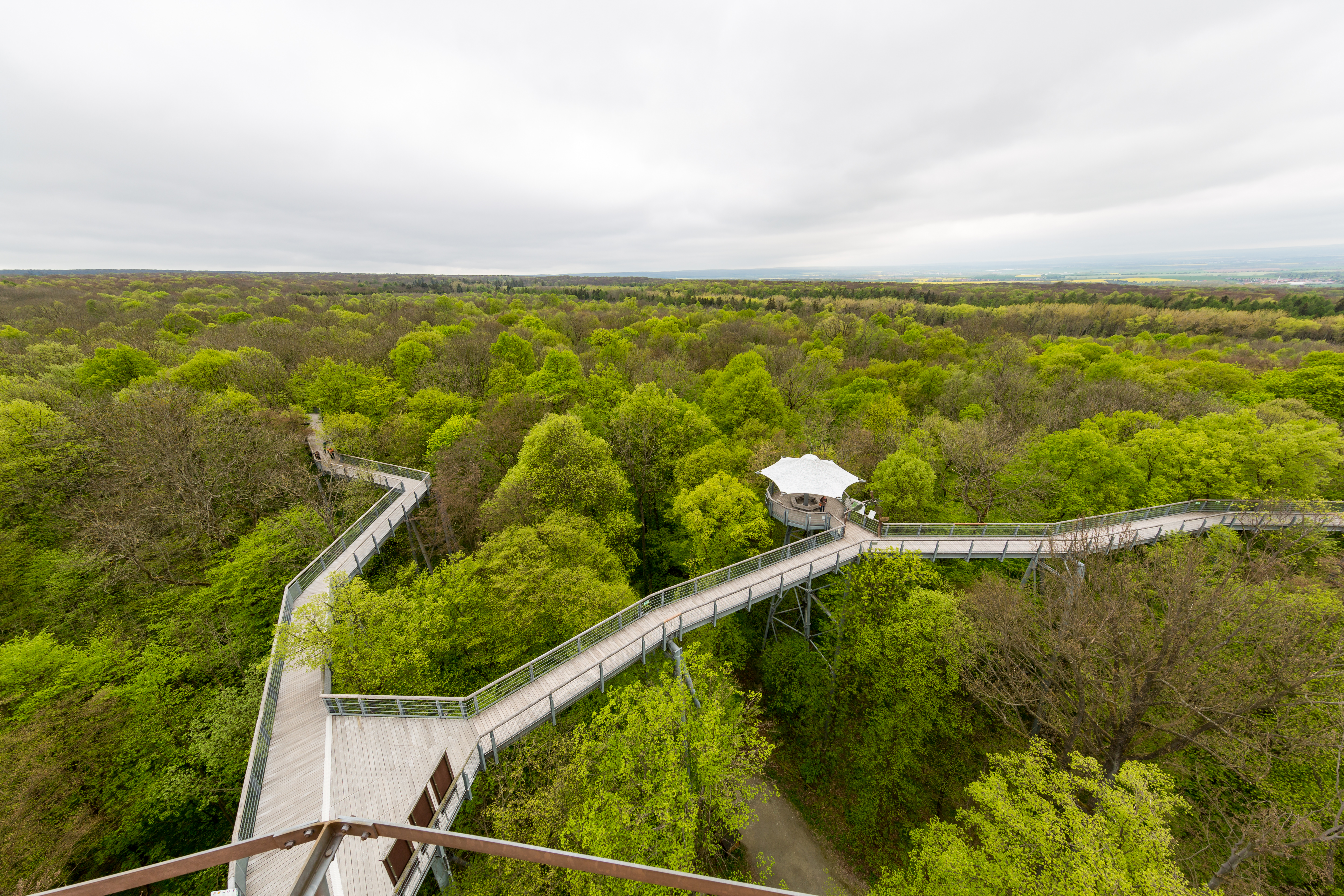
Навісні доріжки у національному парку Гайніх, Німеччина.

Доріжка під пологом лісу, яку також називають доріжка під навісом, доріжка по верхівках дерев або пішохідна доріжка під кронами дерев (англ. Canopy walkway) — пішохідні настили, які забезпечують доступ людей до пологу лісу. Ранні доріжки складалися з містків між деревами в кронах лісу; здебільшого пов'язані з платформами всередині або навколо дерев. Спочатку вони були призначені для доступу до верхніх частин стародавніх лісів для вчених, які проводять дослідження лісових пологів. Зрештою, оскільки вони забезпечували лише обмежений, одновимірний доступ до дерев, від них відмовилися заради підйомних кранів. Сьогодні доріжки під пологом лісу служать екотуристичними визначними пам'ятками в таких місцях, як ліс Длінза, Квазулу-Натал, ПАР; Національний парк Таман-Негара та річка Седім, штат Кедах, Малайзія; Національний парк Ньюнгве, Руанда; Національний парк Какум, Гана.

## Австралія

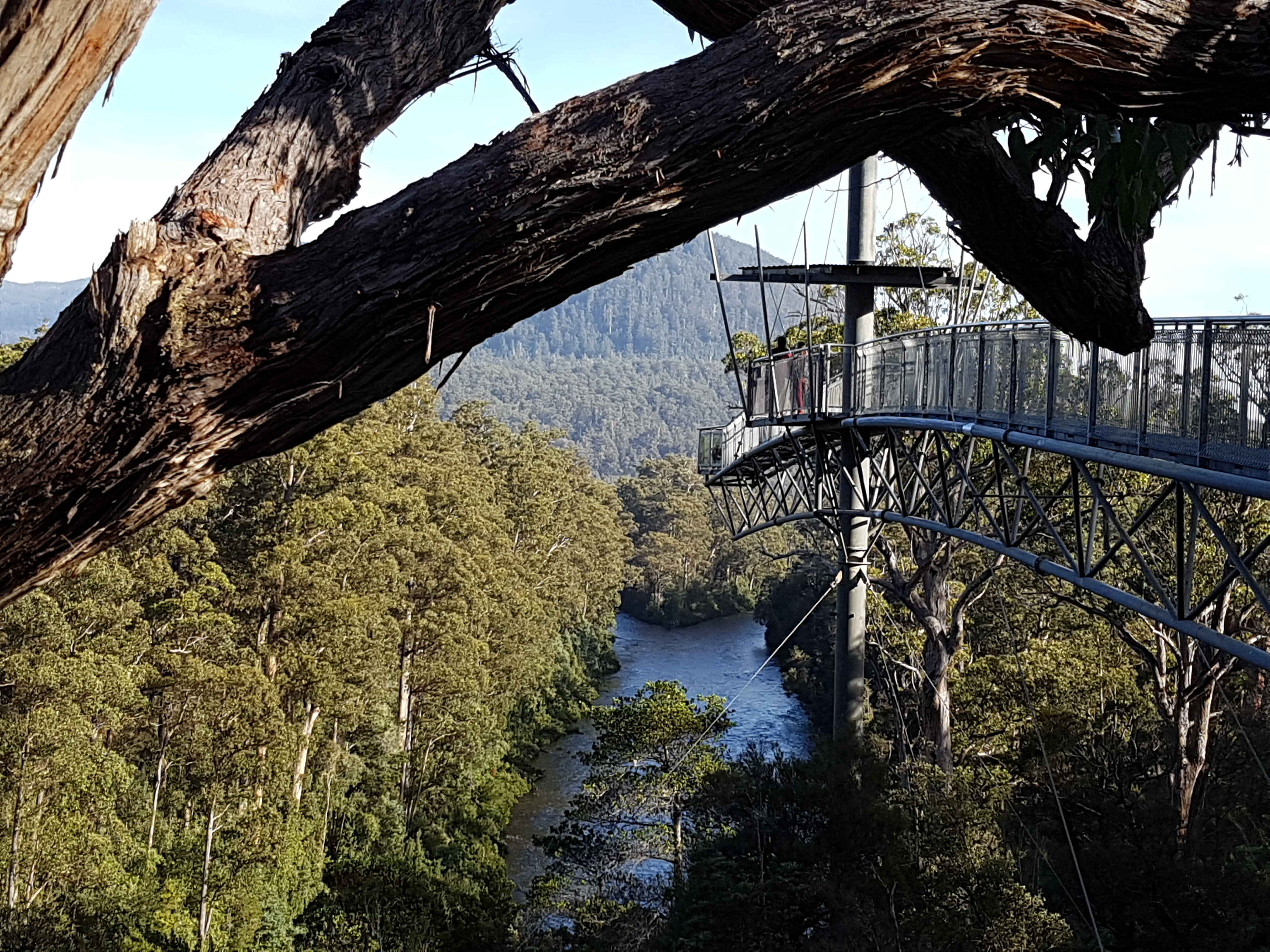
Доріжка «Tahune AirWalk», Тасманія.

Доріжки під навісами або кронами дерев особливо популярні в Австралії. Їх можна знайти в більшості штатів і в різних середовищах.

### Тасманія
Доріжка «Повітряна прогулянка Тагуна» (англ. Tahune AirWalk, 43°5′42″ пд. ш. 146°43′30″ сх. д. / 43.09500° пд. ш. 146.72500° сх. д.) розташована у державному лісі поблизу містечка Ґівстон на півдні Тасманії. Відкрита у 2001 році, та складається з підвісної доріжки довжиною 619 метрів, яка включає оглядову вежу заввишки 37 метрів і консоль на висоті 50 метрів над річкою Г'юон. Інші види діяльності в комплексі включають дельтапланеризм на зиплайні.

### Вікторія
Доріжка «Отвей Флай» (англ. Otway Fly, 38°46′23.88″ пд. ш. 143°33′25.2″ сх. д. / 38.7733000° пд. ш. 143.557000° сх. д.), стверджується, що це одна з найдовших і найвищих підвісних доріжок («сталевий навіс») у світі. Її довжина становить 600 метрів, а максимальна висота — 47 метрів. Розташована на землях національного парку Грейт-Отвей на заході штату Вікторія, маршрут проходить через ліс змішаних порід з такими деревами, як миртовий бук і евкаліпт королівський, найвищі породи листяних порід у світі. Середовище маршруту включає велику кількість м'яких деревоподібних папоротей, таких як диксонія антарктична та інших менших дерев. Отвей Флай також пропонує екскурсії на «блискавці», де клієнти можуть ковзати на 30-ти метровій висоті над листяним настом тропічного лісу. Доріжка була побудована в 2003 році за 6,5 мільйона доларів і має підвищену пішохідну платформу, а також консоль над річкою Янгс-Крік і 47-метрову оглядову платформу — «спіральна вежа», яка веде туристів у самі верхні яруси лісу. Спочатку цією спорудою керувала компанія «MFS Living and Leisure», а в 2011 році її продали компанії «Merlin Entertainments», одному з найбільших у світі операторів туристичних атракціонів.
Штат Вікторія також може похвалитися Галереєю тропічного лісу Донни Буанг (англ. Donna Buang Rainforest Gallery). Доріжка розташована на схід від Мельбурна в Семент-Крік на схилах гори Донна Буанг (1250 м, 37°42′23″ пд. ш. 145°40′52″ сх. д. / 37.70639° пд. ш. 145.68111° сх. д.), що у Вікторіанських Альпах (південно-західна частина Австралійських Альп, інша половина цих Альп — Сніжні гори). Вона складається з 350-метрової металевої доріжки, піднятої на один метр над рівнем землі, а також консольної платформи на висоті 15 метрів над землею, що дозволяє милуватися краєвидами прохолодного помірного тропічного лісу на рівні крони дерев. Галерея тропічного лісу має пояснювальні покажчики, тут не працює персонал, а вхід для відвідувачів вільний.
У 2018 році в приморському курортному містечку Лорн була відкрита невелика пішохідна доріжка довжиною 120 метрів і висотою 10 метрів як частина парку «Live Wire», який в основному орієнтований на зиплайн. На відміну від інших доріжок штату, які розташовані в тропічному лісі, ця проходить через мальовничий відкритий прибережний ліс.

### Новий Південний Вельс
«Illawarra Fly Treetop Adventure» у Новому Південному Вельсі, включає сталеву доріжку довжиною 500 метрів на висоті до 30 метрів над землею та оглядову вежу заввишки 45 метрів з видом на сусіднє Тасманове море. Заклад також включає екскурсії катання на зиплайні. Споруда була збудована у 2008 році за 6,5 мільйона доларів, як і «Отвей Флай» (штат Вікторія), спочатку експлуатувалася компанією «MFS Living and Leisure» до 2011 року, коли її продали компанії «Merlin Entertainments».
«Оглядовий майданчик» (англ. Skywalk) у національному парку Дорріго — це коротка 70-метрова доріжка, яка веде через край уступу до точки на висоті 21 метр над лісом.

### Квінсленд
«Тропічний оглядовий майданчик Маму» (англ. Mamu Tropical Skywalk, 17°36′52.03″ пд. ш. 145°47′59.8″ сх. д. / 17.6144528° пд. ш. 145.799944° сх. д.) знаходиться поблизу містечка Іннісфейла на півночі штату Квінсленд. Належить «Службі парків і дикої природи» Квінсленда, він був відкритий у 2008 році. Має 350-метрову підвісну доріжку, яка проходить через тропічний ліс на висоті 15 метрів над землею та включає 37-метрову оглядову вежу.

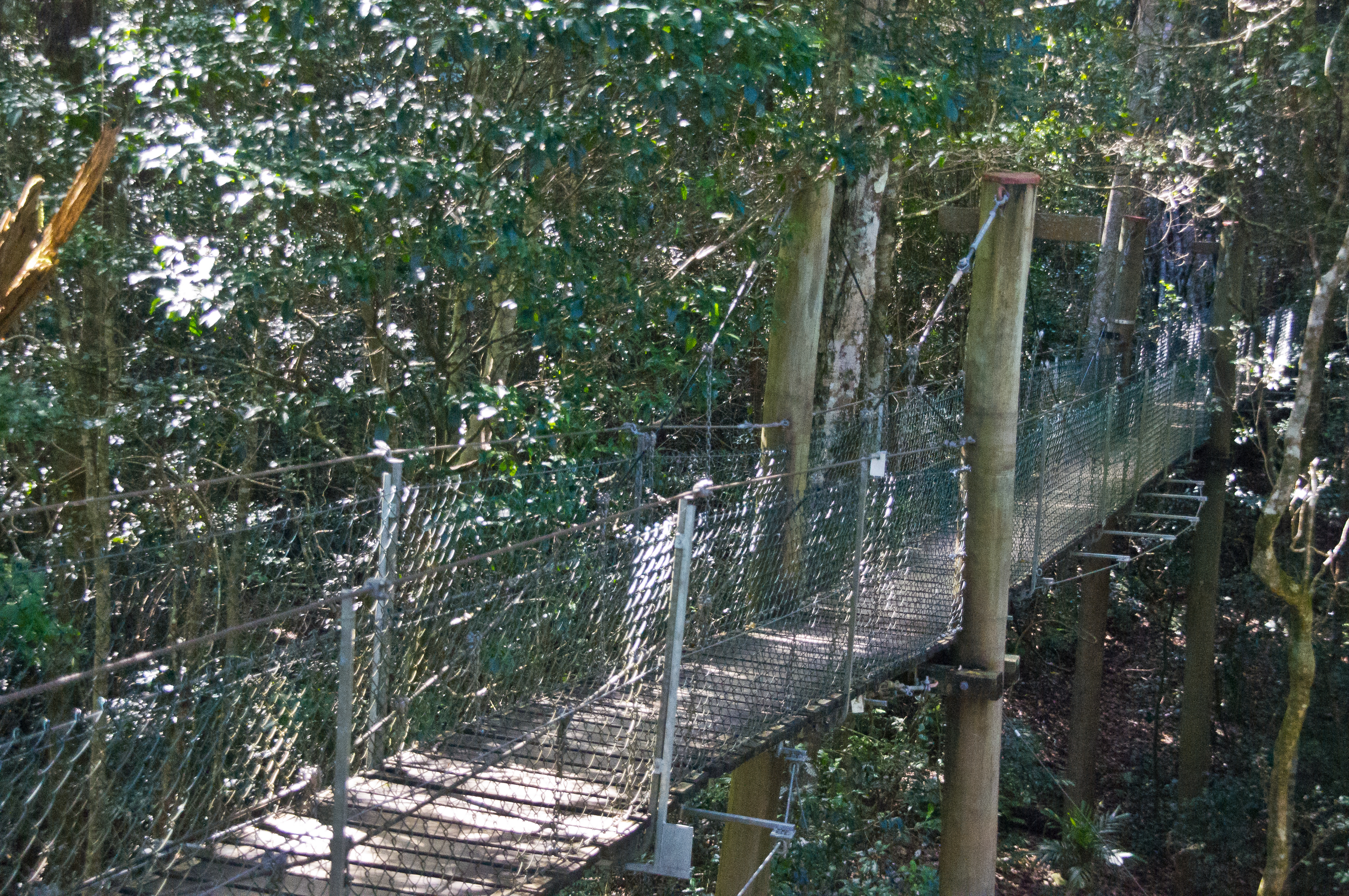
Доріжка по верхівках в парку Ламінгтон

«Доріжка по верхівках дерев» (англ. Tree Top Walk, 28°8′31.92″ пд. ш. 153°6′54″ сх. д. / 28.1422000° пд. ш. 153.11500° сх. д.) була першою підвісною доріжкою, побудованою в Австралії. Її можна знайти в національному парку Ламінгтон у тропічному лісі О'Рейлі, що на півдні Квінсленда. Була побудована у 1988 році, та має довжину 180 метрів і складається з 9-ти невеликих підвісних мостів. У найвищій точці сягає 34 метрів над рівнем землі.
«Оглядовий майданчик у тропічному лісі Тамборін» англ. Tamborine Rainforest Skywalk — це 1,5-кілометрова доріжка з 300-метровими підвісними мостами та консольним розширенням над лісом. Вона була відкрита у 2009 році.
Доріжка центру відкриття «Дейнтрі» (англ. Daintree Discovery Centre Aerial Walkway) на крайній півночі штату Квінсленд, перетинає тропічний ліс на висоті 11 метрів над землею. Вона веде до п'ятирівневої оглядової вежі висотою 23 метри.

### Західна Австралія
Доріжка по верхівках дерев «Долини Гігантів» (англ. Valley of the Giants Treetop Walk, 34°58′45.17″ пд. ш. 116°53′36.43″ сх. д. / 34.9792139° пд. ш. 116.8934528° сх. д.) поблизу містечка Данія на півдні штату Західна Австралія, має довжину 620 метрів і включає ділянки на висоті до 40 метрів над землею. Вона належить «Департаменту парків і дикої природи» уряду штату.

## Бруней
У національному парку Улу-Тембуронг у Брунеї є особливо висока (60 метрів) лісова підвісна доріжка (4°28′40.8″ пн. ш. 115°12′27.72″ сх. д. / 4.478000° пн. ш. 115.2077000° сх. д.), яка з'єднує низку будиночків на деревах. До неї можна дістатися на баркасі.

## Велика Британія

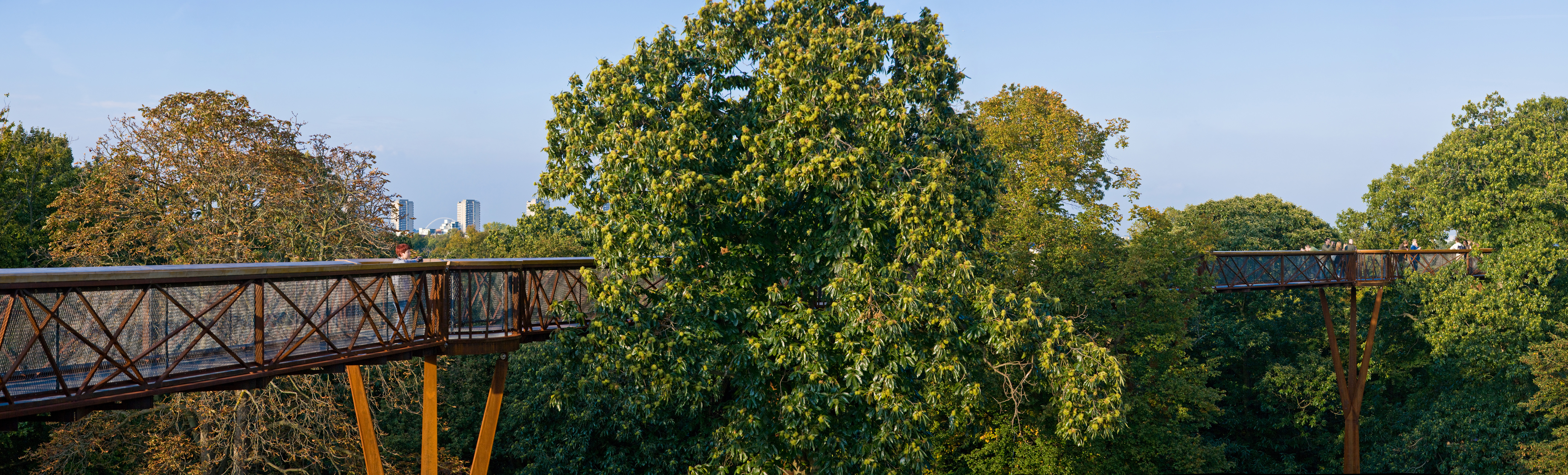
«Алея по верхівках дерев» в К'ю, Лондон.

«Алея по верхівках дерев» (англ. Treetop Walkway, 51°28′28.8″ пн. ш. 0°17′43.68″ зх. д. / 51.474667° пн. ш. 0.2954667° зх. д.) — 200-метрова доріжка, висотою до 15 метрів знаходиться в Королівських ботанічних садах в Лондонському районі К'ю, Велика Британія. Вона була відкрита у 2008 році і не є типовою лісовою доріжкою, а радше відкриває краєвиди на переважно відкриті міські ботанічні сади. Вона дає відвідувачам уявлення про лісові пологи та птахів, комах і грибів, які там мешкають чи ростуть. Поруч з доріжкою є унікальний тунель, який дозволяє відвідувачам дізнатися про коріння дерев, перш ніж піднятися на доріжку.

## Гана

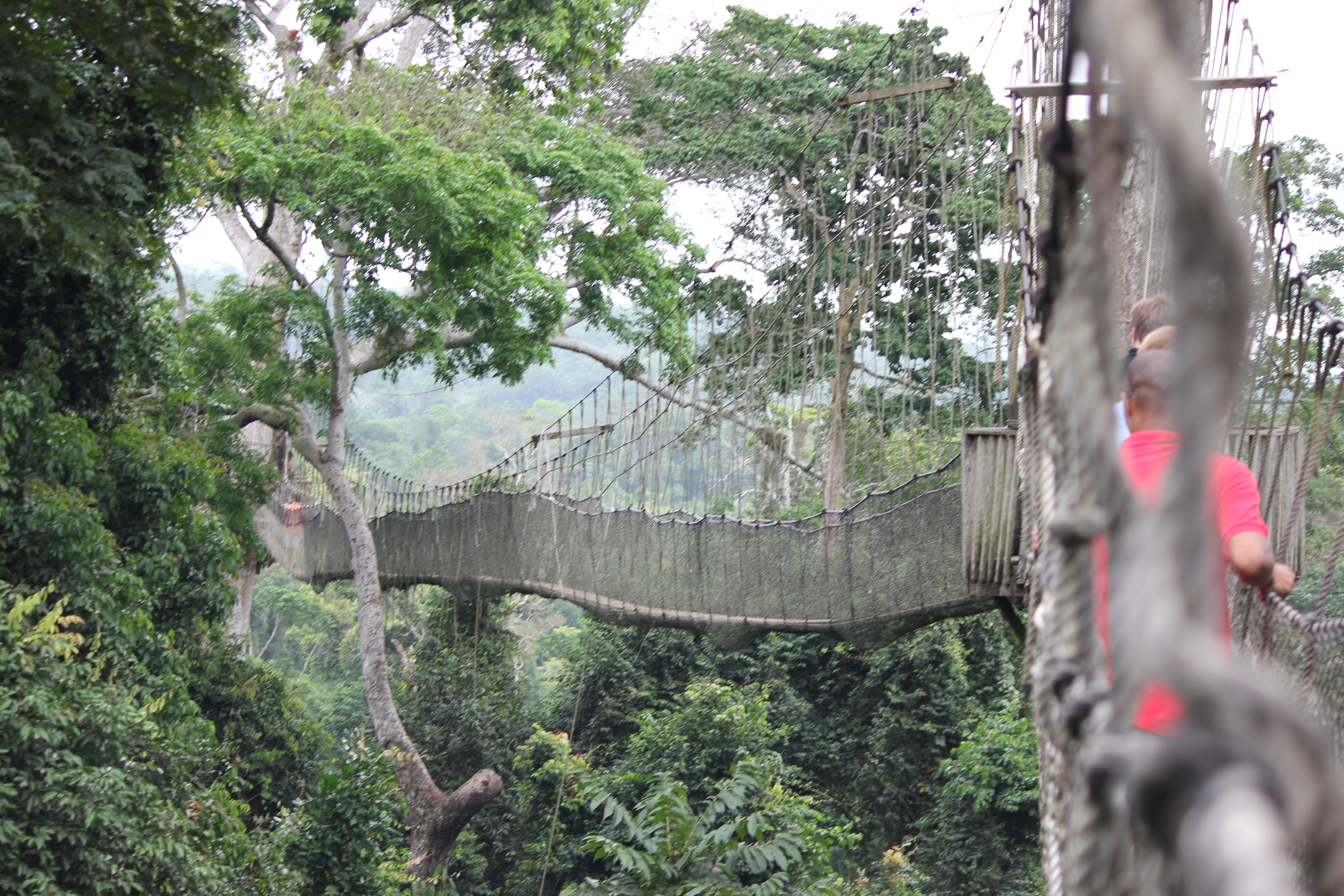
Доріжка під пологом лісу в парку Какум, Гана.

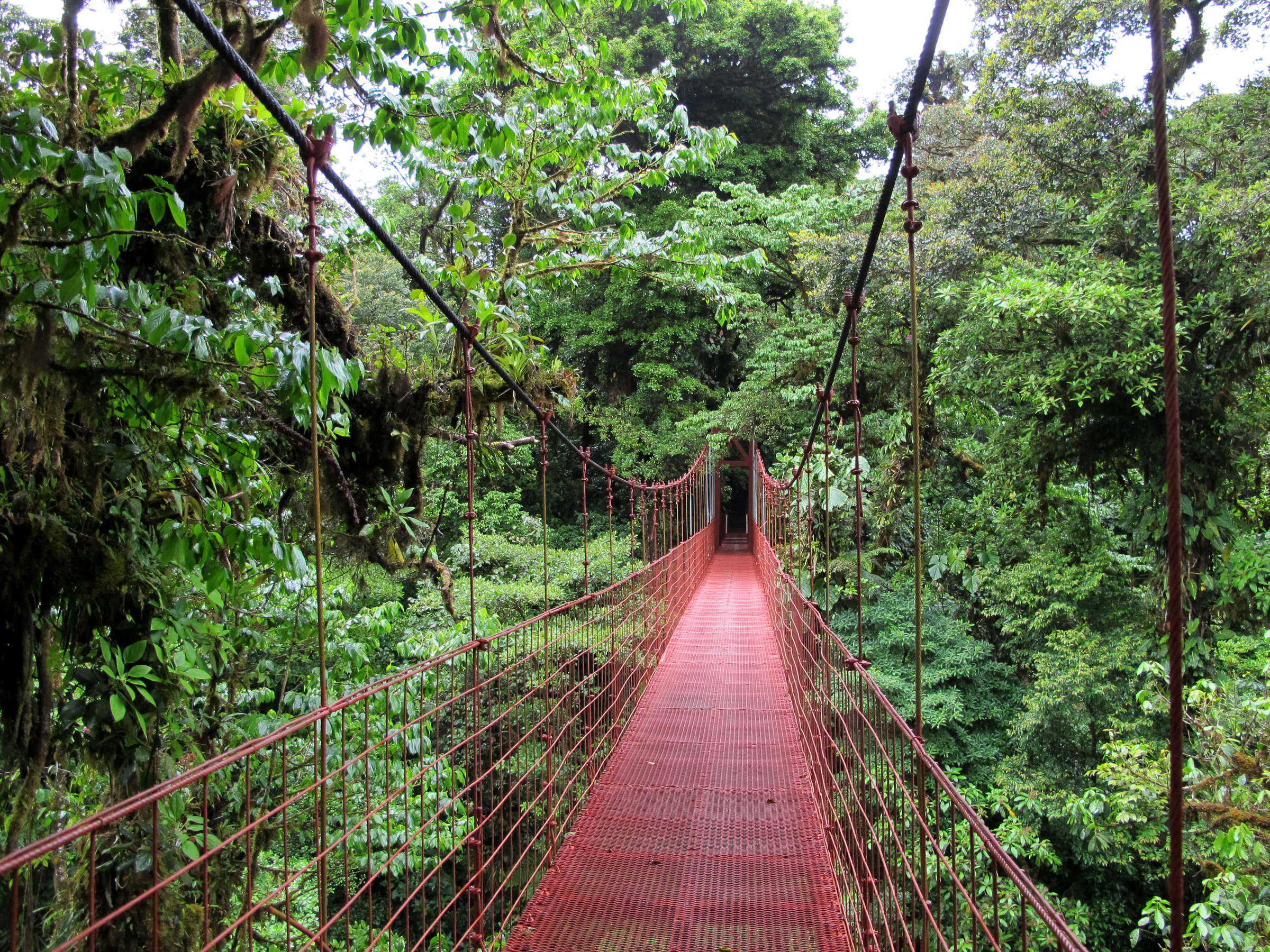
Один з мостів на «Sky Walk» в Коста-Риці

Доріжка під пологом «Какум» (англ. Kakum Canopy Walkway, 5°21′13″ пн. ш. 1°23′0″ зх. д. / 5.35361° пн. ш. 1.38333° зх. д.) — підвісна доріжка в національному парку Какум в Центральній області республіки Гана, що забезпечує доступ до пологу лісу простягається на 350 метрів і включає оглядовий майданчик і сім мостів на висоті до 35 метрів над лісовою підстилкою.

## Коста-Рика
«Оглядовий майданчик» (англ. Sky Walk; 10°18′9″ пн. ш. 84°47′44″ зх. д. / 10.30250° пн. ш. 84.79556° зх. д.) — це прогулянка над кронами дерев хмарного лісу Монтеверде, що в Коста-Риці. Оглядовий майданчик поєднує в собі підвісні мости та стежки, висота яких перевищує верхівки дерев. Ця споруда є частиною більшого комплексу лісового туризму, який включає пішохідні доріжки, канатну дорогу та зиплайни.

## Малайзія

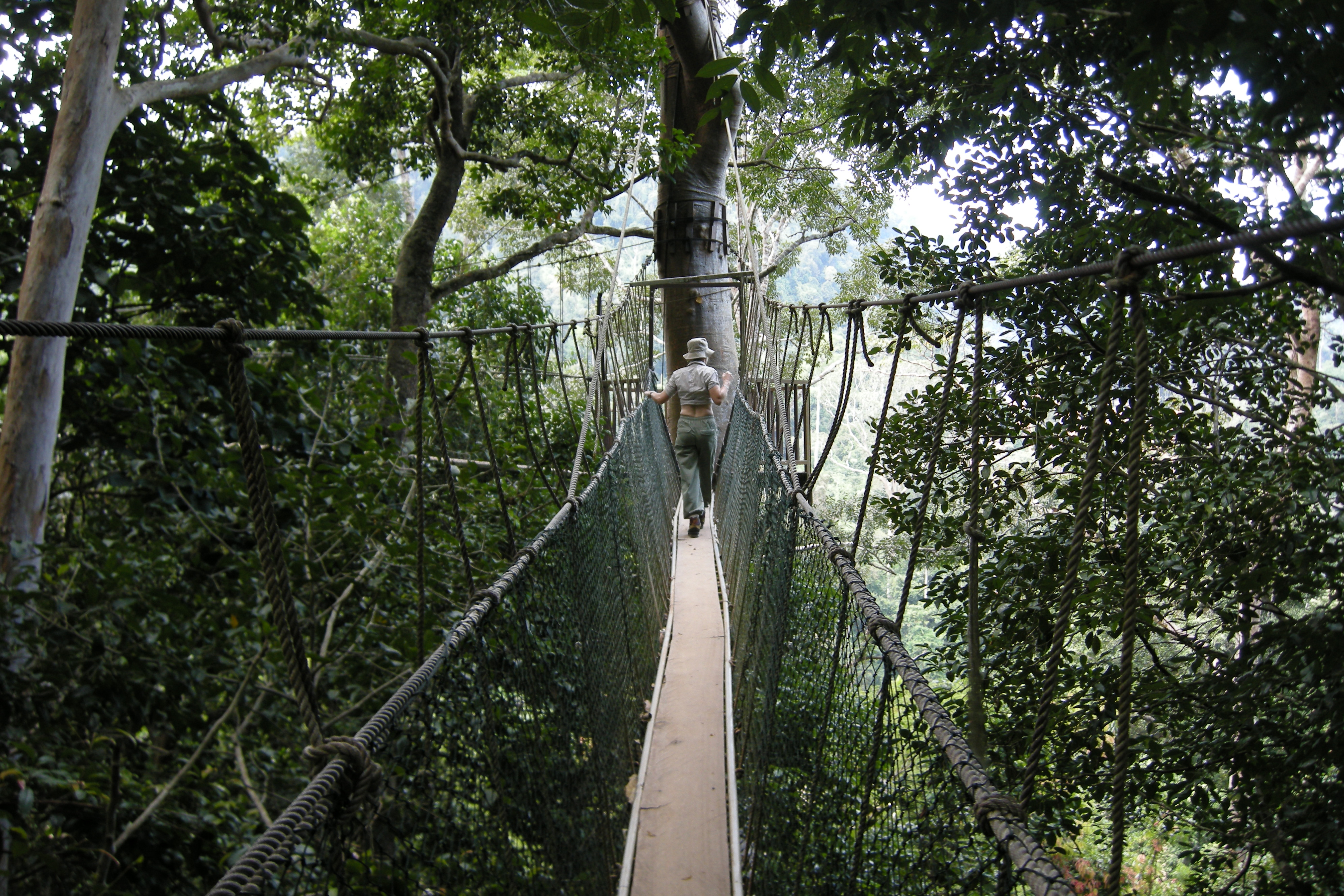
Доріжка під навісом «Таман-Негара»

Доріжка під навісом «Таман-Негара» (англ. Taman Negara Canopy Walkway, 4°23′37.67″ пн. ш. 102°24′40.47″ сх. д. / 4.3937972° пн. ш. 102.4112417° сх. д.), розташована в національному парку Таман-Негара, штати Паханг, Келантан та Тренгану, Західна Малайзія, дає відвідувачам можливість побачити простори тропічних лісів з доріжки довжиною 530 метрів та висотою 40 метрів над рівнем землі.
Доріжка під навісом в «Долині Данум» (англ. Danum Valley Canopy Walkway, 4°55′0″ пн. ш. 117°40′0″ сх. д. / 4.91667° пн. ш. 117.66667° сх. д.), розташована в Заповідній зоні долини Данум у штаті Сабах, Малазійське Борнео, дає відвідувачам можливість побачити вражаючі тропічні ліси з доріжки довжиною 300 метрів та 27 метрів у висоту.
Доріжка під навісом «Річки Седім» (англ. Sungai Sedim Treetop, 5°24′50.64″ пн. ш. 100°46′55.52″ сх. д. / 5.4140667° пн. ш. 100.7820889° сх. д.), розташована в штаті Кедах, вважається найдовшою в світі доріжкою під навісом, має довжину близько 950 метрів.

## Нігерія

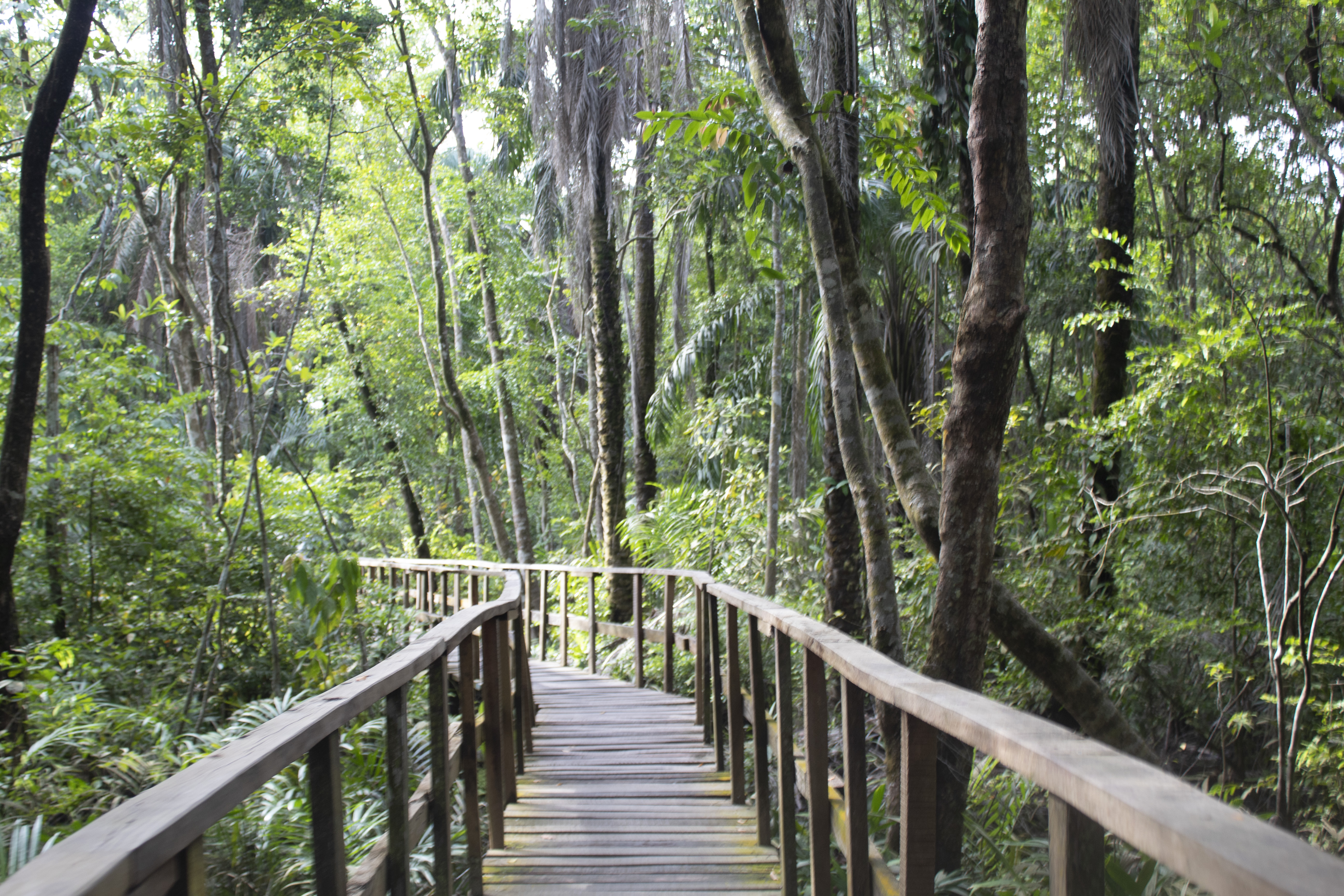
Доріжка в Центрі охорони «Леккі».

Нігерія має найбільшу територію в Західній Африці. Вона має 3 підвісні доріжки, розташовані в штатах Лагос і Крос-Ривер. Одна з найдовших підвісних доріжок в Африці знаходиться в Центрі охорони природи «Леккі», (6°26′11″ пн. ш. 3°32′8″ сх. д. / 6.43639° пн. ш. 3.53556° сх. д.), який є проєктом, який спонсорує корпорація «Chevron», але керує та контролює Нігерійський фонд охорони природи (NCF). Доріжка має довжину 401 метр та висоту 22,5 метри і проходить через унікальний природний заповідник. Її було передано Нігерійському фонду охорони природи урядом штату Лагос 23 грудня 2015 року.

## Німеччина

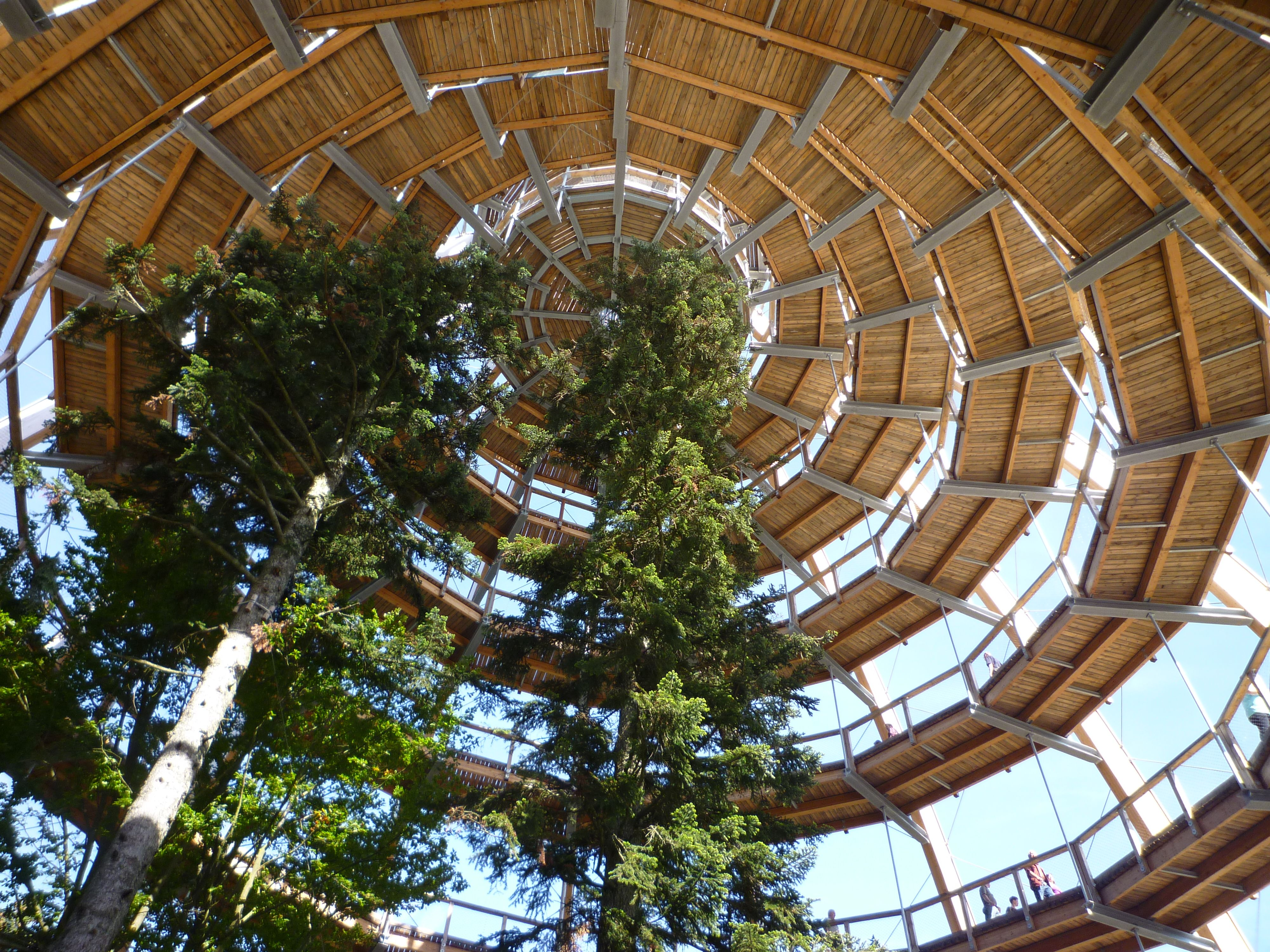
Спіральний пандус у куполі в кінці підвісної доріжки в Нойшенау, Німеччина.

Доріжка по верхівках дерев у «Баварському лісі» (нім. Baumwipfelpfad Bayerischer Wald, 48°53′25.2″ пн. ш. 13°29′11.6″ сх. д. / 48.890333° пн. ш. 13.486556° сх. д.) — пішохідна підвісна доріжка в національному парку Баварський ліс у Нойшенау, Баварія, довжиною 1300 метрів на висоті від 8 до 25 метрів над листяним настом. Вона закінчується спіральним підйомом на дерев'яний купол висотою 44 метри.
Доріжка в кронах дерев «Бад-Гарцбург» (нім. Baumwipfelpfad Harz, або Baumwipfelpfad Bad Harzburg, 51°52′11.9″ пн. ш. 10°33′47.6″ сх. д. / 51.869972° пн. ш. 10.563222° сх. д.) — пізнавально-туристична доріжка у верхівках дерев в горах Гарц у національному парку Гарц в районі міста Бад-Гарцбург в окрузі Гослар, у землі Нижня Саксонія. До підвісної доріжки можна дістатися через вхідну крону, яка спірально піднімається вгору на довжину приблизно 300 метрів. Вартість будівництва склала бл. 4,6 млн євро, а будівництво велося з листопада 2014 року по березень 2015 року. 8 травня 2015 року доріжку в кронах дерев було введено в експлуатацію.
Доріжка по верхівках дерев «Саарська петля» (нім. Baumwipfelpfad – Saarschleife, 49°30′7.3″ пн. ш. 6°32′25.1″ сх. д. / 49.502028° пн. ш. 6.540306° сх. д.) — доріжка в районі Саарської петлі на річці Саар у Меттлаху, землі Саар, завдовжки 1250 метрів, яка досягає висоти у 23 метри над землею. Оглядова вежа в кінці стежки досягає висоти 43-х метрів.
«Доріжка по верхівках дерев» (нім. Baumkronenpfad, 51°5′48″ пн. ш. 10°23′27″ сх. д. / 51.09667° пн. ш. 10.39083° сх. д.) — підвісна доріжка у національному парку Гайніх довжиною 540 метрів. Тільки 10 км їзди на автомобілі можна відкрити доріжку в кронах дерев у національному парку Гайніх, який входить до списку Всесвітньої природної спадщини ЮНЕСКО. Тут можна прогулятися по верхівках дерев на висоті до 24 метрів або піднятися на оглядову вежу висотою 44 метри. Заглянути в біосферу лісу можна на виставці національного парку та на останній експозиції «Коренева яма». Любителі природи можуть вирушити в похід або покататися велосипедом 18 стежками і 3 велосипедними маршрутами в незайманій природі.

## Нова Зеландія
Доріжка під навісом «Вест-Кост» (англ. West Coast Treetop Walk, 42°48′24″ пд. ш. 170°55′18″ сх. д. / 42.80667° пд. ш. 170.92167° сх. д.), розташована на скелястому західному узбережжі в регіоні Вест-Кост Південного острова Нової Зеландії, перетинає ліс з хвойних дерев ріму (Dacrydium cupressinum) та була побудований австралійською компанією з екотуризму «Canopy01» у 2012 році. Вона складається з піднятої сталевої доріжки довжиною 450 метрів і консолі на висоті до 25 метрів над лісовою підстилкою з оглядовою вежею заввишки 47 метрів.

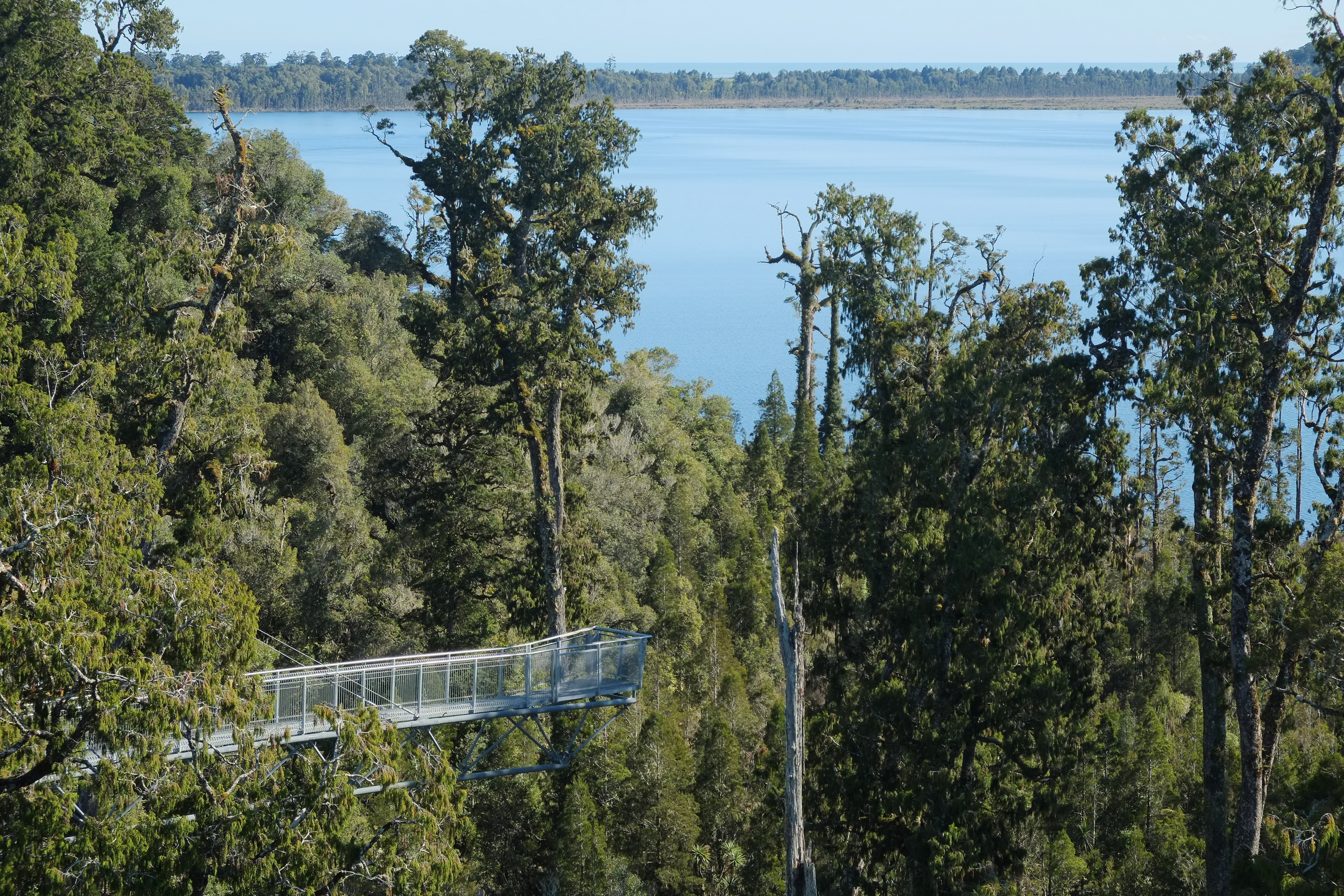
Доріжка під навісом на західному узбережжі, поблизу Гокітіки (Нова Зеландія).

У місті Роторуа (38°6′40.01″ пд. ш. 176°13′27.02″ сх. д. / 38.1111139° пд. ш. 176.2241722° сх. д.) в регіоні Бей-оф-Пленті на Північному острові компанія «Rotorua Canopy Tours» проводить екскурсії катання на зиплайні, які включають секції доріжки під навісом.

## Перу

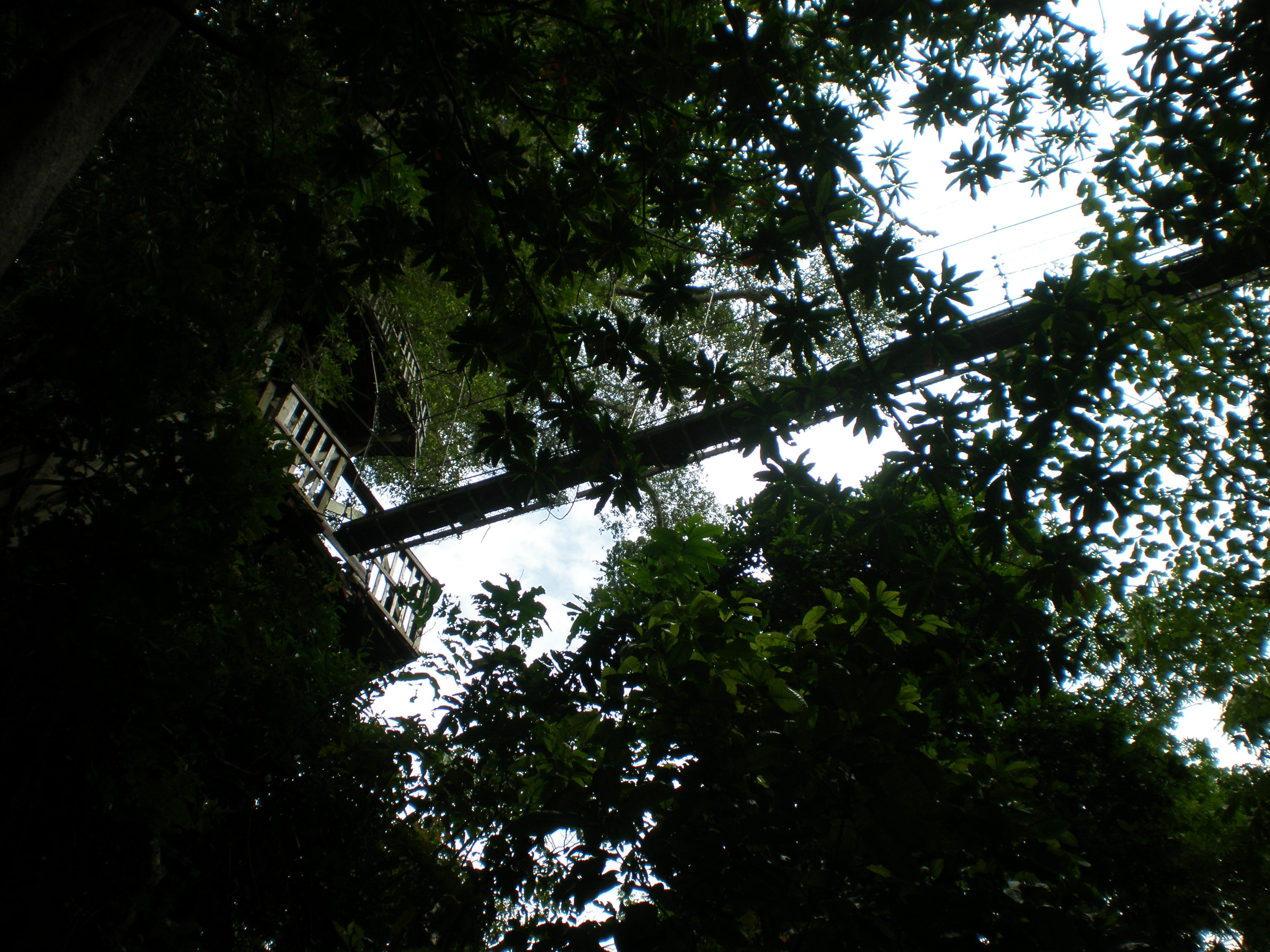
Доріжка під навісом «Фалеалупо», Самоа.

Доріжка під навісом «Інкатерра» (англ. Inkaterra Canopy Walkway, 12°32′11.14″ пд. ш. 69°2′57.2″ зх. д. / 12.5364278° пд. ш. 69.049222° зх. д.) у перуанській частині Амазонії — це система пішохідних настилів довжиною 344 метри із семи підвісних мостів, шести оглядових майданчиків на верхівках дерев і двох веж заввишки 29 метрів.

## Самоа
У селі Фалеалупо, в окрузі Ваїсігано, що на Самоа, розташованому на західній частині острова Саваї, є коротка Доріжка в тропічному лісі «Фалеалупо» (англ. Falealupo Rainforest Canopy Aerial Walkway, 13°31′32.55″ пд. ш. 172°44′52.55″ зх. д. / 13.5257083° пд. ш. 172.7479306° зх. д.), що знаходиться на висоті до 40 метрів над землею і проходить крізь зарослі дерева баньян (Ficus benghalensis). Вона була побудована в 1997 році і є частиною проекту захисту тропічних лісів і отримання прибутку для місцевої громади за допомогою туризму.

## Сінгапур

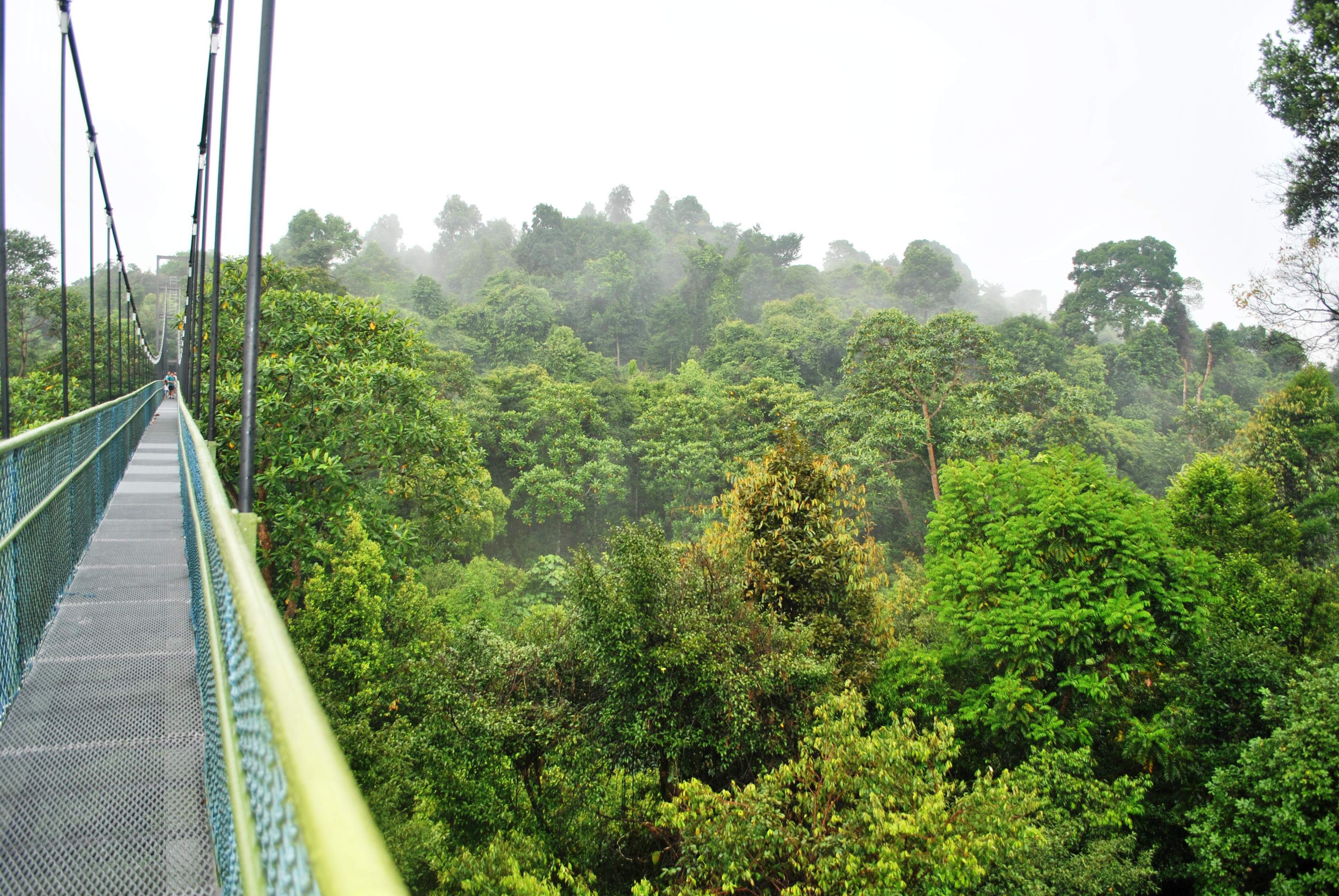
Заповідник «Центральний водозбір»

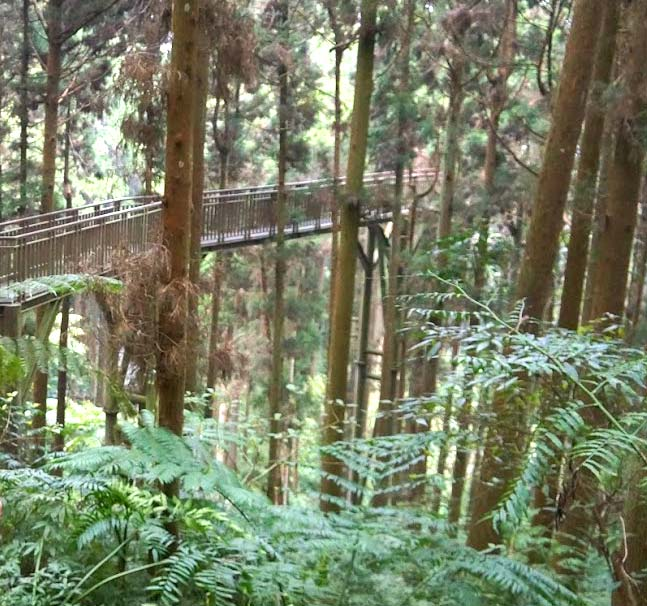
Доріжка на верхівках дерев «Гуаньїнь», Новий Тайбей, Тайвань

Лісова доріжка Південних хребтів — 1,3 км піднятої металевої доріжки, що здіймається на висоту 18 метрів над землею, на рівні верхівок дерев. Одна з найбільш вражаючих ділянок маршруту Південних хребтів. Приблизно на півдорозі доріжка на мить повертається на землю, прямує паралельно дорозі «Престон-роуд» і її «чорно-білих» бунгало, які спочатку були побудовані для офіцерів британської армії, а тепер їх дуже люблять заможні емігранти в Сінгапурі. Маршрут Навісна доріжка Південних хребтів (англ. Southern Ridges Canopy Walk, 1°16′44.35″ пн. ш. 103°48′34.12″ сх. д. / 1.2789861° пн. ш. 103.8094778° сх. д.) — це 280-метрова металева доріжка, схожа на лісову доріжку, дещо коротша, але розташована серед вищих дерев і також ближче до них.
Заповідник «Центральний водозбір» (англ. HSBC Treetop Walk, 1°22′0.01″ пн. ш. 103°48′0″ сх. д. / 1.3666694° пн. ш. 103.80000° сх. д.) — це 250-метровий підвісний міст, що з'єднує дві найвищі точки на березі водосховища Макрічі — «Букіт-Пірс» і «Букіт-Каланг». У найвищій точці міст нависає на 25 метрів над землею.
SPH «Алея гігантів» (англ. SPH Walk of Giants, 1°18′54.36″ пн. ш. 103°48′58.32″ сх. д. / 1.3151000° пн. ш. 103.8162000° сх. д.) у Сінгапурському ботанічному саду — це доріжка завдовжки 260 метрів, максимальна висота якої від землі становить 8 метрів. Вона веде відвідувача крізь екземпляри дерев, які можуть сягати принаймні до 60 м у висоту, а деякі і до 80 м.

## Тайвань
Доріжка на вершині дерев «Гори Гуаньїнь» (англ. Guanyin Mountain Treetop Walkway, 25°4′24″ пн. ш. 121°25′42″ сх. д. / 25.07333° пн. ш. 121.42833° сх. д.) довжиною 800 метрів, розташована в районі Вугу міста Новий Тайбей, Тайвань, є популярною пам'яткою мальовничого району Гуаньїньшань.
Вона пропонує унікальний досвід прогулянок над пологом лісу, надаючи відвідувачам споглядати приголомшливі краєвиди навколишніх ландшафтів, включаючи річку Тамсуй і місто Тайбей.

## Таїланд
400-метрова «Доріжка під навісом» (18°41′41.64″ пн. ш. 98°47′22.92″ сх. д. / 18.6949000° пн. ш. 98.7897000° сх. д.) у ботанічному саду королеви Сірікіт в районі Має-Рім, провінція Чіангмай, була відкрита в 2015 році.

## США

### Флорида
Державний парк «Майкка Рівер» у південно-західній Флориді (США) містить «Доріжку під навісом Майкка» (англ. The Myakka Canopy Walkway, 27°14′22″ пн. ш. 82°19′0″ зх. д. / 27.23944° пн. ш. 82.31667° зх. д.) — перша громадська стежка в Північній Америці у кронах дерев з підвісним мостом і вежею, яка була збудована у 2000 році, забезпечує дослідникам і відвідувачам вид на полог лісу та вражаючий вид над верхівками дерев на весь парк. Вона пролягає серед дубів і пальм на висоті близько 8-ми метрів над землею та на висоті 30 метрів через навіс крон дерев гамака, а вежа піднімається в повітря на 23 метри.
Острів Діскавері в озері Бей у «Всесвітньому центрі Ворлда Діснея» діяв з 1974 по 1999 рік і мав доріжку під навісом у атракціоні «Пташиний шлях». У 2017 році він був напівзруйнованим, але все ще залишається майже неушкодженим.

### Джорджія

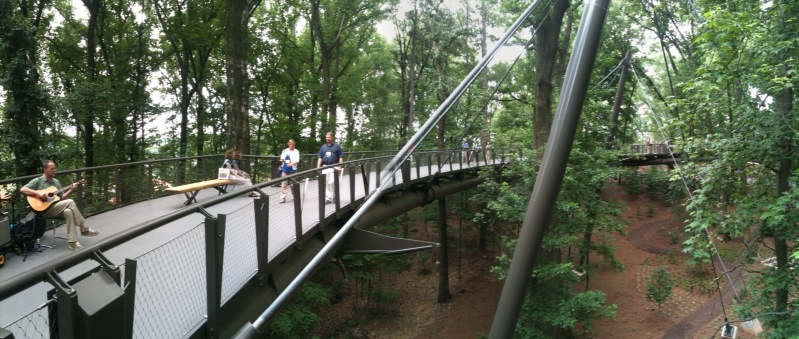
Доріжка в ботанічному саду Атланти

Доріжка під навісом «Кендеда» (англ. Kendeda Canopy Walk, 33°47′27.9″ пн. ш. 84°22′22.1″ зх. д. / 33.791083° пн. ш. 84.372806° зх. д.) у Ботанічному саду Атланти, в місті Атланта, штат Джорджія — це нова версія підвісної доріжки, яка надає відвідувачам можливість пересуватися 180-метровою ділянкою міського лісу «Storza Woods» на висоті 12 метрів. Конструкція доріжки є дещо незвичайною конструкцією зворотної підвіски. Вона була відкрита у 2010 році і її будівництво коштувало 55 мільйонів доларів.

### Мічиган
426-метрова Пішохідна доріжка «Ліс Вайтінг» (англ. Whiting Forest of Dow Gardens, 43°37′24.38″ пн. ш. 84°15′2.26″ зх. д. / 43.6234389° пн. ш. 84.2506278° зх. д.) у садах Дов виходить на 22 гектари (54 акри) лісових стежок, ставків, лугів і яблуневого саду. Розташований у центрі штату Мічіган, доріжка під навісом наразі є найдовшою в Сполучених Штатах Америки, найвища точка якої знаходиться на висоті 12 метрів над землею. Вона була відкрита восени 2018 року і обійшлася в 20 мільйонів доларів.

## Нотатки
1. ↑  Гамак (англ. Hammock) — це екологічний термін, який використовується на південному сході Сполучених Штатів для насаджень дерев, як правило, твердих порід, які утворюють екологічний острів у контрастній навколишній екосистемі. Гамаки ростуть на піднесених ділянках, які часто лише на кілька дюймів вищі за навколишній ландшафт, оточені водно-болотними угіддями, які занадто вологі, щоб підтримувати розростання цих острівків дерев. Термін «гамак» також застосовується до насаджень листяних дерев, що ростуть на схилах між заболоченими територіями та сухішими височинами, що підтримують ріст змішаного або хвойного лісу. Типи гамаків, які зустрічаються в Сполучених Штатах, включають гамаки з тропічної деревини, гамаки з твердої деревини помірного клімату та морські або прибережні гамаки. Гамаки також часто класифікують як гідричний (мокрий ґрунт), мезиковий (вологий ґрунт) або ксеричний (сухий ґрунт). Ці типи не є виключними, але часто переходять один в одного.